# ČSD E 469.2 sorozat
A ČSD E 469.2 sorozat vagy 1988 után a  ČD 122 sorozat egy 3 kV egyenáramú Bo'Bo' tengelyelrendezésű villamosmozdony-sorozat. A Škoda gyártotta 1967-ben. Összesen 55 db készült a sorozatból.

## Galéria

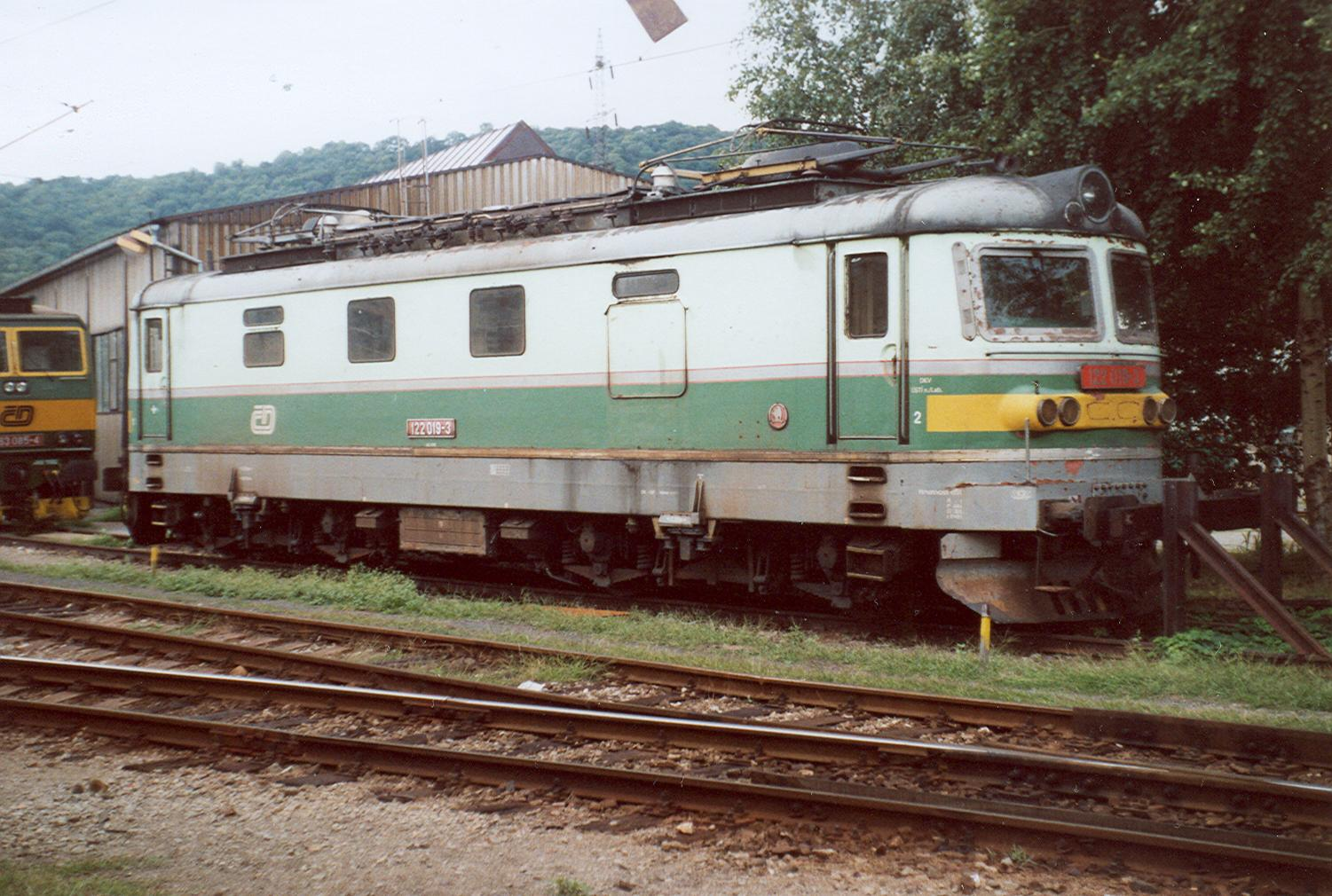
122.019
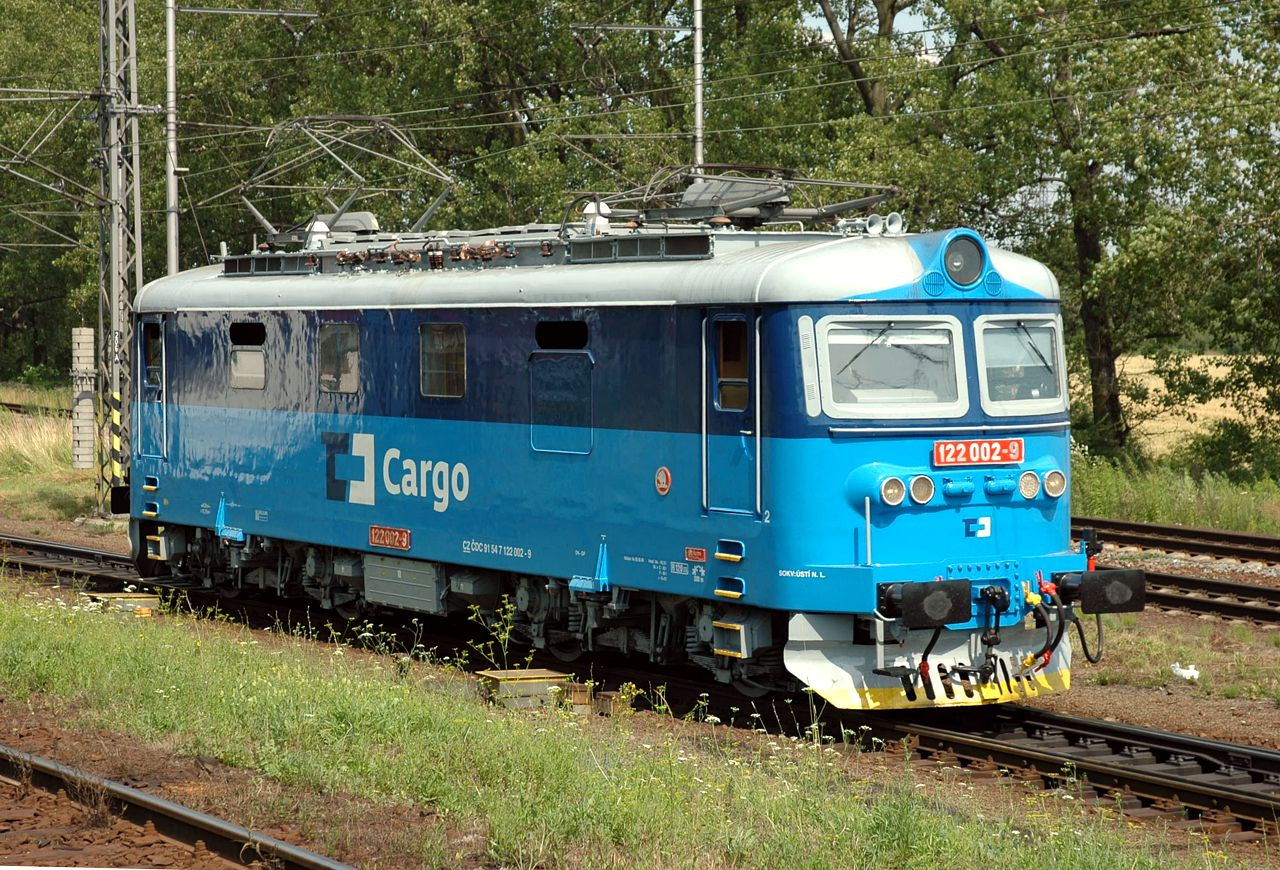
122.002, ČD Cargo